# Sylvia (película de 2003)
Sylvia es una película biográfica dramática de 2003 dirigida por Christine Jeffs y protagonizada por Gwyneth Paltrow, Daniel Craig, Jared Harris y Michael Gambon. 
Cuenta la verdadera historia del romance entre los poetas Sylvia Plath y Ted Hughes. La película comienza con la reunión en Cambridge en 1956 y termina con el suicidio de Sylvia Plath en 1963.
Frieda Hughes, la hija de Sylvia y Ted, acusó a los cineastas de sacar provecho de la muerte de su madre.

## Argumento
Gwyneth Paltrow interpreta a la poetisa norteamericana Sylvia Plath, una apasionada mujer de su época que formó pareja con el laureado poeta inglés Edward Hughes. Sylvia y Ted fueron un sensual matrimonio que se convirtieron en dos de los más influyentes escritores del siglo XX. El film comienza en 1956, cuando Sylvia, que se encuentra en Inglaterra con una beca, conoce a Ted (Daniel Craig). La atracción mutua es inmediata, tanto física como intelectualmente. Al cabo de cuatro meses, se casan. Cuando Sylvia acaba sus estudios, le ofrecen un puesto como profesora en América, y la pareja se traslada a los Estados Unidos a vivir.

## Reparto
- Gwyneth Paltrow - Sylvia Plath
- Daniel Craig - Ted Hughes
- David Birkin - Morecambe
- Alison Bruce - Elizabeth
- Amira Casar - Assia Wevill
- Blythe Danner - Aurelia Plath
- Lucy Davenport - Doreen
- Julian Firth - James Michie
- Jeremy Fowlds - Mr. Robinson
- Michael Gambon - Teacher Thomas
- Sarah Guyler - Ted's Cambridge Girlfriend
- Jared Harris - Al Alvarez
- Andrew Havill - David Wevill
- Liddy Holloway - Martha Bergstrom